# Munții Borsecului
Munții Borsecului reprezintă sectorul nordic din Munții Giurgeu și încadrează la nord, vest și sud, depresiunea cu același nume.

## Geografie

### Delimitare
La nord delimitarea de la vest la est față de Munții Bilborului (din Munții Călimani ) și Depresiunea Bilbor este făcută de văile pâraielor Secu spre ( Toplița ) și Răchitișului Mare. Râul Bistricioara îi delimitază mai întîi spre spre nord-est apoi spre est față de Munții Bistriței pînă la Capu Corbului. Delimitarea corespunde unui triunghi la care vîrful este reprezentat de Bilbor , cateta vestică de continuarea spre sud a DJ174A și cateta estică de DJ174B inițial și după intersecția acestuia cu DN15 , de acesta și valea Bistricioarei pînă la Tulgheș . În continuare tot Spre sud vin în contact cu grupa centrală din Munții Giurgeu - Munții Ditrăului , delimitați fiind de aceștia de Depresiunea Jolotca Pasul Țengheler și valea Pârâului Putna la sud până la Tulgheș . Spre vest vin în contact cu valea Râului Mureș

### Localități
În centru este Stațiunea Borsec situată în depresiunea cu același nume .
La nord este Comuna Bilbor situată în depresiunea cu același nume.
La est este Comuna Tulgheș .
La vest sunt Orașul Toplița, Comunele Sărmaș și Ditrău.

### Căi de comunicație, Pasuri și trecători
Căi rutiere
- Munții Borsecului sunt flancați la nord-vest de DJ174A Bilbor – Toplița , la nord-est de DJ174B Bilbor – Capu Corbului și DN15 , la vest de DN12 și la sud și sud-est de DJ127 Tulgheș – Ditrău .
- Sunt traversați de la este la vest de DN15 pe porțiunea Tulgheș – Toplița și de la  centru spre sud-vest de DJ128 Borsec – Ditrău .

Căi ferate
- Magistrala 400 cu stații la Ditrău , Subcetate Mureș, Gălăuțaș, Toplița .

Transport aerian
- Legăturile aeriene sunt ceva imposibil, cele mai apropiate aeroporturi fiind la Târgu Mureș , Bacău și Iași.

Pasuri și trecători: 
- Pasul Răchitiș între Bilbor și Toplița situat pe DJ174A
- Pasul Creanga între Borsec  și Toplița pe DN15
- Pasul Chiozrez între Borsec și Ditrău situat pe DJ128
- Pasul Țengheler între Tulgheș și Ditrău situat pe DJ127 .

### Petrografie, Climă, Hidrografie
Zona muntoasă cuprinde roci cristaline, iviri de roci intrusive ( granite și diorite ), cuverturi de calcare dure, piroclastite și lave bazaltice, șisturi cristaline. Zonele depresionare sunt alcătuite din strate sedimentare cu orizonturi de lignit , turbă și travertinuri depozitate în vechile lacuri.
În depresiunea Borsec au fost identificate sedimente fosilifere din ultima epocă a terțiarului  – pliocenul . Se găsesc plantele și  faună fosilă  între care și resturi de mastodonți (Mastodon borsoni), diverse specii de moluște sau pești.
La Borsec climatul este subalpin. Iernile sunt aspre și reci  iar verile răcoroase,  resimțindu-se totuși în depresiuni, protecția ramelor muntoase față de vînturile puternice. Se resimt și efecte locale de fohn.
Apele sunt colectate prin rețeaua hidrografică a râurilor Mureș și indirect în cea a Bistriței prin intermediul văii Bistricioarei . Bistricioara colectează toate pîraiele din cadrul depresiunilor Borsec și Bilbor.

### Repere geomorfologice
La nord este o singură creastă – Creasta Mezovești, orientată de la sud-vest spre nord-est cu cele mai înalte vârfuri Vf. Făget, 1309 m; Vf. Bîtca Mezovești, 1377 m.
La sud-vest Culmea Chiozrezu Mare este orientată de la nord-vest spre sud-est având cele mai înalte vârfuri Chiozrezu Mare 1492 m și Sărmaș 1399 m.
Spre sud-est de la nord spre sud  (orientarea crestelor este sud-vest spre nord-est): Culmea Corbului cu cel mai înalt vârf Preluca 1154 m, Culmea Rezu Mare cu cel mai înalt vîrf Bâtca Rotundă 1354 m și Culmea Putnei cu cel mai înalt vârf Fagul Înalt 1356 m.

### Rezervații naturale și monumente ale naturii
- Tufele de mesteacăn pitic, (Betula nana) -  Borsec
- Pinul candelabru, aflat la capătul de sus al stațiunii Borsec .
- Complexul carstic Scaunul Rotund  -  Borsec
- Rezervațiile peisagistice de la Borsec , Bilbor și Tulgheș .

## Repere turistice
- Locații balneo-climaterice și cu factori balneari: Borsec , Toplița , Bilbor , Tulgheș .
- Stațiunea Borsec - Complexul carstic Scaunul Rotund , carierele de travertin , izvoarele minerale, pîrtiile de schi
- Depresiunea Bilbor: Mlaștina cu borviz (Pârâul Dobreanu), Rezervația de mesteacăn pitic  (Betula nana) de pe Pîrîul Rușilor, Biserica de lemn din Bilbor "Sf. Nicolae" (1790), Drumul Rușilor
- Toplița - Pârtia de schi și Biserica de lemn din 1847, Ștrandurile Bánffy și Urmánczy
- Ditrău - Catedrala romano-catolică
- Lăzarea - Castelul nobiliar renascentist
- Gheorghieni - Parcul dendrologic Csíky
- Râul Mureș  - Valea superioară cu Defileul Toplița - Deda
- Tulgheș: Bisericuța de lemn (1790) – unde se afla si „Cimitirul eroilor din primul razboi mondial”; Rezervația Pietrele Roșii (1215 m) - delataplanorism, ascensiuni,belvedere; Piatra Runcului (1425 m); Platoul Comarnicului; Rezervația de stejar; Cazărmile armatei austro-ungare